# Żarki (gmina)
Żarki – gmina miejsko-wiejska w Polsce położona w województwie śląskim, w powiecie myszkowskim. W latach 1975–1998 gmina administracyjnie należała do województwa częstochowskiego.
Siedziba gminy to Żarki.
30 czerwca 2004 gminę zamieszkiwało 8155 osób. Natomiast według danych z 31 grudnia 2017 roku gminę zamieszkiwały 8443 osoby.

## Historia
Za Królestwa Polskiego gmina Żarki należała do powiatu będzińskiego w guberni piotrkowskiej. 19 maja?/31 maja 1870 do gminy przyłączono pozbawione praw miejskich Żarki (od 1949 znów samodzielne miasto).
W 2010 r. na terenie gminy we wsi Czatachowa powstała pustelnia pw. Ducha Św., której pasterzem jest o. Daniel Galus.

## Transport

### Drogi
Przez gminę Żarki przebiegają następujące drogi wojewódzkie:
- 789 (62 km) Brusiek - Kalety - Woźniki (A1) - Koziegłowy (DK91) - Żarki - Lelów (DK46)
- 792 (16 km) Żarki - Jaworznik - Kotowice - Kroczyce (DK78)
- 793 (47 km) Siewierz (DK78) - Myszków - Żarki - Zawada - Janów (DK46) - Święta Anna

W gminie Żarki przejeżdżają drogi powiatowe:
- 1013S Zrębice - Biskupice - Zaborze (ul. Olsztyńska, ul. Lipowa) - Przybynów (ul. Wojska Polskiego)
- 1713S Zawiercie - Rudniki - Włodowice - Góra Włodowska - Kotowice (ul. Włodowska, ul. Zamkowa) (DW792) - Mirów - Niegowa (DW789)
- 3805S Masłońskie - Przybynów (ul. Ostrowska)
- 3808S Myszków - Jaworznik (ul. Helenówka)
- 3809S Choroń - Przybynów (ul. Częstochowska, ul. Żarecka) - Wysoka Lelowska (ul. Częstochowska) - Żarki (ul. Częstochowska) (DW793)

## Struktura powierzchni
Według danych z roku 2002 gmina Żarki ma obszar 100,67 km², w tym:
- użytki rolne: 55%
- użytki leśne: 26%
- inne: 19%

Gmina stanowi 21,03% powierzchni powiatu.

## Demografia

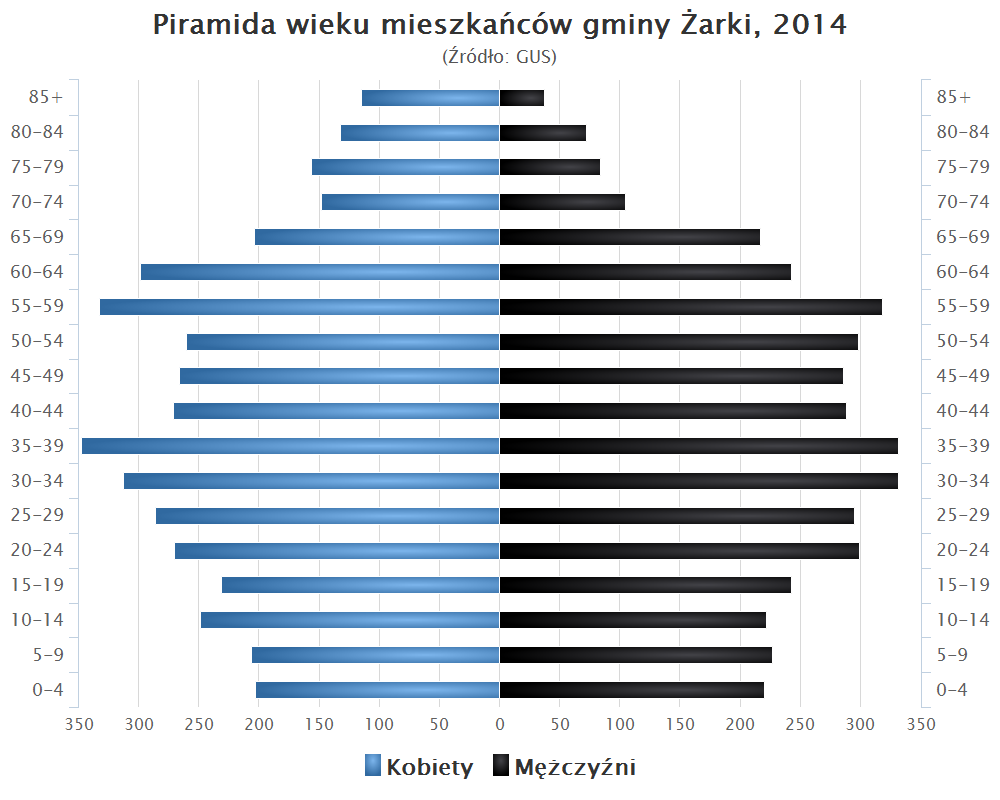
Piramida wieku mieszkańców gminy Żarki w 2014 roku

Dane z 30 czerwca 2004:
| Opis                              | Ogółem | Ogółem | Kobiety | Kobiety | Mężczyźni | Mężczyźni |
| --------------------------------- | ------ | ------ | ------- | ------- | --------- | --------- |
| jednostka                         | osób   | %      | osób    | %       | osób      | %         |
| populacja                         | 8155   | 100    | 4208    | 51,6    | 3947      | 48,4      |
| gęstość zaludnienia (mieszk./km²) | 81     | 81     | 41,8    | 41,8    | 39,2      | 39,2      |

## Sołectwa
Czatachowa, Jaroszów, Jaworznik, Kotowice, Przybynów, Suliszowice, Wysoka Lelowska, Zaborze, Zawada.
Miejscowości bez statusu sołectwa: Masłoniowizna, Ostrów, Skrobaczowizna.

## Sąsiednie gminy
Janów, Myszków, Niegowa, Olsztyn, Poraj, Włodowice